# Landschaft aus Menschen und Tagen
Landschaft aus Menschen und Tagen ist ein Gedichtband des italienischen Dichters Gino Chiellino. Die Gedichte sind in deutscher Sprache geschrieben.

## Inhalt
Der Gedichtband besteht aus zwei Teilen, die mit "Canti per M / Lieder für einen Buchstaben 1992–1998" und "VitaNova" (zusammen und mit einem Binnenmajuskel geschrieben) betitelt sind. Einige der Gedichte wurden bereits in Anthologien abgedruckt. So z. B. das Gedicht „Der Kuß“ (S. 23) und das dreiteilige Gedicht „An die Geliebte“ (S. 18–20), die in der Zeitschrift Akzente (herausgegeben von Michael Krüger, Heft 5, Oktober 2005) unter dem Titel „Lieder für einen Buchstaben“ bzw. in der Anthologie Trialog (Kraków: Villa Decius 1997) unter dem Titel „Canti per M 1–10“ erschienen sind. Die Gedichte sind für den vorliegenden Band orthografisch geringfügig geändert worden. Auch der Aufsatz bzw. die Selbstbetrachtung „Ein Werdegang durch drei Sprachen“ (S. 69f), der den Gedichtband abschließt, erschien in der o. g. Zeitschrift bereits 2005.
Der Dichter verwendet trotz der Reform der deutschen Rechtschreibung von 1996 die alte Rechtschreibung. Ein weiterer Aspekt ist die häufig vorkommende Ortsangabe "am Ionischen Ufer", den man in den Gedichten „Bei den Honiglilien“ (S. 25), „Cinia im heutigen Calabria II.“ (S. 28) und "Mitte des Lebens" (S. 54) findet.
Diese geografische Angabe ist interessant, weil der Dichter dadurch betont, dass er sich an diese Region orientiert. Die Stadt Carlopoli, in der Chiellino 1946 geboren wurde, kann als geographische Mitte zwischen dem Tyrrhenischen und dem Ionischen Meer bezeichnet werden. D. h., dass Chiellinos Hinwendung zum Letzteren in seinen Gedichten eine bewusste Entscheidung ist und dass er das Meer als intertextuellen Verweis seiner Texte verwendet. Das Ionische Meer und seine Inseln sind Schauplatz großer Teile von Homers Odyssee. Die Insel Ithaka, die Heimat des Königs Odysseus, befindet sich in der Inselgruppe Ionische Inseln. Die westlichen Küsten des Ionischen Meeres sind die süditalienische Regionen Apulien, Basilikata und Kalabrien sowie die Ostküste Siziliens. Die Abenteuer des Königs Odysseus werden in der europäischen Literaturtradition zum Synonym für lange Irrfahrten verwendet (vgl. hierzu auch Theodor W. Adornos Odysseus-Interpretation nach dem der König von Ithaka der erste moderne Mensch der Literaturgeschichte ist, da er sich seinem Schicksal nicht ergibt).
Die Gedichte des Bandes Landschaft aus Menschen und Tagen kann als Spiegelbilder zur Erzählsituation des Odysseus-Epos gedeutet werden. Im Mittelteil des Epos erzählt König Odysseus seinem Gastgeber dem Phaiakenkönigs Alkinoos seine Geschichte. Diese ist ein "Netz" aus Menschen bzw. Weggefährten, die er auf der Reise verloren hatte und aus Wesen, mit denen er kämpfte. Chiellinos Revision seines künstlerischen Schaffens kann auch als ein derartiges Innehalten betrachtet werden. Der Dichter zieht Bilanz und obwohl es klar ist, dass die Reise noch lange nicht zu Ende ist, werden viele „Projekte“ bzw. Episoden des Lebens als abgeschlossen dargestellt. Für eine vergleichende Interpretation könnte ebenfalls die teilweise widersprüchliche Odysseus-Rezeption durch die Jahrhunderte herangezogen werden. U. a. Dante Alighieris Sicht des Helden Odysseus in der Divina Commedia. Nach Dante befindet sich Odysseus im achten Kreis der Hölle und muss als „arger Ratgeber“ für seine List mit dem Trojanischen Pferd büßen. Dantes Odysseus ermuntert seine Gefährten dazu, sich „der Erforschung nicht [zu] verschließen“ und „nach Tugend und nach Wissen [zu] streben“, anstatt zu einer monokulturellen Lebensweise zurückzukehren. Das Leben kann somit als eine besondere, nie endende Entwicklung verstanden werden, deren Ziel keineswegs die Sesshaftigkeit ist.
Ein weiteres, wiederkehrendes Bild, das als Chiffre des Dichters gedeutet werden kann, ist das Bild der „weißen Hunde“. So z. B. in den Gedichten „Ein Fünfjähriger wartet auf den Sommer (Foto, 1951)“ (S. 43) und „Der Turm im Traum“ (S. 48). Die weiße Farbe wird bei verschiedenen Tierarten unterschiedlich bewertet. Genetisch gesehen sind weiße Hunde eine Seltenheit und bei Züchtern nicht beliebt, da die helle Fellfarbe durch eine Genmutation und durch den Mangel an Melanin verursacht wird. Melaninmangel in der Iris kann zu Sehbehinderung führen, aber auch Schwerhörigkeit bzw. Taubheit und Störungen des Nervensystems verursachen. Im Zusammenhang der Gedichte erscheinen die weißen Hunde – die Straßenköter –  als Symbol für die Einsamkeit, die als Preis für eine bestimmte Art von Freiheit gezahlt werden muss.
In zahlreichen Gedichten wird die Landschaft durch Tiere, Pflanzen und Farben repräsentiert. Dennoch sind eine „Verortung“ der Gedichte und eine Gegenüberstellung zweier kultureller Einheiten fast unmöglich. Siehe z. B. folgendes Gedicht:
Flußlandschaft

Die Erle am Fluß

in der Sonne und schattig

entzweit die Seele.

Im Sand die Viper

von der Sonne versteinert

zu Angst in meinem Herzen.

Gerade über den Ginsterbusch lauert

der Falke.
(Landschaft aus Menschen und Tagen, S. 14)
Falke, Erle und Ginsterbusch sind sowohl in Mitteleuropa als auch in Süditalien heimisch. Abgesehen von der Viper, die in Deutschland nicht heimisch ist, können also die Metaphern geographisch nicht zugeordnet werden. Überdies ist ihre Wirkung auf das lyrische Ich ähnlich: Verunsicherung, Angst und das Gefühl überwacht zu werden, dominieren das Bild und deuten eine Unruhe des Ichs an, die nicht auf kulturelle Eigenarten reduziert werden kann.
Im Gedicht „Birken und Palmen“ (S. 24) werden die Pflanzen vordergründig als Gegensätze aufgebaut. Die Birke scheint für Deutschland zu stehen, während die Palme nur in mediterranen Regionen wächst. Die Region der Birken bietet dem lyrischen Ich „Nichts“ bzw. nur „Regen“, während in der Landschaft der Palmen der Horizont unendlich ist. Aber im dritten Teil des Gedichtes wird deutlich, dass es dem lyrischen Ich nur durch den Schutz beider Pflanzen möglich ist, in sich den Wunsch nach einem „Du“ als Gesprächspartner aufkommen zu lassen. Die Farben, die einander gegenübergestellt werden, sind Gelb und Blau (siehe weiter unten).

### Gedichte
Der erste Teil des Gedichtbandes enthält 23 Gedichte, die größtenteils in freien Versen verfasst sind. Das erste Gedicht dieses Teils „Landschaft und Gedächtnis“ (S. 7) und das titelgebende Gedicht „Landschaft aus Menschen und Tagen“ (S. 41), das sich im zweiten Teil befindet, stehen parallel zueinander. Ersteres betont, dass die (deutsche) Landschaft als Erinnerungsstütze keine Verwendung findet. Sie erscheint neutral, weil sie kein Gedächtnis besitzt, das sich auf das erzählende Ich beziehen würde. Die Zukunft bzw. die Selbstbestätigung kann das Ich lediglich aus der Liebe zu einem Geliebten ziehen. Allerdings wird hier noch von keinem direkten Gesprächspartner bzw. von einem „Du“ gesprochen, sondern die Geliebte wird lediglich in der dritten Person erwähnt.
Aber bereits das zweite Gedicht verdeutlicht, dass die persönlichen Kontakte zu Menschen und die verlebten Tage als Ersatz für die Erinnerungslosigkeit der Natur und der Landschaft dienen können. Sie funktioniert wie ein Netz, das das lyrische Ich mit Vergangenheit versorgt und ihm in Ermangelung eines Gedächtnisses als Stütze dient. Das Ich kann sich mithilfe dieses Netzes zu beiden „Landschaften“ – sowohl der in Deutschland als auch in Italien – seines Lebens zugehörig fühlen. Die ersten Zeilen des Gedichtes machen deutlich, dass das Fremdheitsgefühl sich verflüchtigt – „Im Jahr 60 meines Lebens / verliert sich meine Fremde […]“ – und dass das Ich sich als „Gartentor“ versteht. Es wendet sich mal Deutschland, mal Italien zu und gehört zu beiden.
Die darauf folgenden Gedichte des ersten Teiles behandeln demnach die Erinnerungen, die sich an Kalabrien und an der italienischen Sprache orientieren. „Abschied von Calabria“ (S. 8) tauscht etwas Handfestes, d. h. die Landschaft des  Silagebirges für etwas „luftiges“, d. h. die deutsche Sprache ein. Hier findet das Leben satt: „an schlafenden Hügeln vorbei / falle ich ins Leben zurück“, versichert der Dichter.
Im Gedicht „Beim Aufwachen“ (S. 10) fungiert die Geliebte als rettende Kraft. Obwohl oft von einer „sie“ gesprochen wird, scheint dieses Pronomen vieldeutig zu sein. Es kann sowohl eine Frau, als auch die Liebe an sich oder aber die Sprache als kreatives Mittel bezeichnen. Auch im Gedicht „Orpheus und Eurydike“ (S. 11) ist die personifizierte Liebe als eine „kleine Wärme im Rücken“ charakterisiert, die dem „Suchenden“ Sicherheit und Schutz bietet. In den Gedichten „Wir“ (S. 12) und „Bei der Waschstelle“ (S. 13) stehen sich Deutschland und Italien wiederum einander gegenüber. Der Fluss „Singold“ fließt durch die Stadt Augsburg, den Wohnort des Dichters, während der Wind „Tramontana“ die Südküste Kalabriens repräsentiert.
Das Gedicht „Ischtar“ besteht aus zwei Teilen und beschreibt eine Reise nach Norden (siehe die Zeile „Schatten zur linken Seite“). Der Name verwundert, da er mesopotamischer Ursprung ist. Ištar wurde im babylonischen Reich als Göttin der Liebe, des Krieges und der Prostitution verehrt. Die Ausbeutung, die sie erleidet und ihr Unbehaustsein könnten als Metapher für die Situation der Gastarbeiter in den 1960er Jahren gedeutet werden. Das lyrische Ich trägt Ischtars Namen wie eine Trophäe vor sich hin. Dieser scheint ihm Macht und Stärke zu verleihen, da die Mythologie besagt, dass beim Nennen ihres Namens Himmel und Erde erschüttern.
Das dreiteilige Gedicht „An die Geliebte“ (S. 18–20) verdeutlicht, dass die Erforschung der Fremde mit Gefahren verbunden ist. Sie ist wie ein tobendes Meer, dass den Suchenden „abtreibt“ – oder ähnlich wie es Odysseus passiert ist, auf Irrwege führt. Deshalb sucht das lyrische Ich festen Halt bei der Geliebten, die hier das erste Mal als etwas „Handfestes“ – „die stille Wärme deiner Haut“ – angesprochen wird und nicht symbolisch für die Sprache gehalten werden kann.
Im Gedicht „Versuchung“ (S. 22) wiederum erscheint die Geliebte als vereinnahmend. Das lyrische Ich wacht mit einem Traum über seine Kindheit auf. Der Traum war schlecht, da er seine Stimme „zerstört“ hat und er nun nicht sprechen kann – das Lied, d. h. die Sprache nennt das Ich in diesem Zusammenhang „fehlerhaft“. Das Adjektiv begleitet aber auch den Kuss, den das Ich der Geliebten gibt und impliziert somit, dass es in Gedanken noch anderswo ist und nicht bei ihr. Ihr Angebot wiederum ist „verführerisch“: der Suchende soll sich auf sie konzentrieren bzw. nicht mehr weiter suchen. Das würde für das Ich aber eine Selbstaufgabe bedeuten. Das negative Bild dieser Geliebte in Chiellinos Gedicht steht parallel zu Odysseus‘ Kirke und/oder Kalypso. Das darauf folgende Gedicht „Der Kuß“ aber korrigiert das wenig schmeichelhafte Bild und beschreibt die Geliebte als eine beständige, zuverlässige und reife Frau. Der Abschiedskuss mit den sich das Ich und sie „vergiften“ erscheint als spielerische Versicherung dessen, dass es auch im Wirrwarr des Tages an sie denken wird.
Eine weitere Göttin auf die Chiellino Bezug nimmt ist die großgriechische Göttin Hera Lacinia. Der Gedichttitel „Cinia im heutigen Calabria“ (S. 27) enthält eine Fußnote, um den Leser bei der Entschlüsselung des Namens „Cinia“ zu helfen. Mit melancholischer Stimme stellt das Gedicht fest, dass die Göttin die Küstenstadt verlassen hat. Gegen Ende des zweiten Teils des Gedichtes kehrt sie zwar zurück, aber ihr Traum ist „betrogen“.
Das letzte Gedicht des Abschnitts „La morte, der Tod“ (S. 31) ist eine wunderbare Vereinigung von Gegensätzen, die im ganzen Abschnitt mitgeschwungen sind. Auf den ersten Blick erscheint auch hier eine Gegenüberstellung – in diesem Fall zweier Sprachen – vorzuliegen. Das Italienische und das Deutsche sind im Titel in einen Satz "zusammengezwängt" und lediglich durch ein Komma getrennt. Aber durch die Vokalharmonie ist ein bruchloses Lesen des Titels möglich, was den Gegensatz bereits zum Anfang aufhebt. Das erste Wort des Gedichtes, das Personalpronomen „Du“ macht sobald deutlich, dass es sich hier keineswegs um zwei getrennte „Personen“ – wie es das Komma impliziert – handelt, sondern dass „la morte“ und „der Tod“ eine Einheit darstellen. Die Zeilen „Du warst mir Schwester“ und „Ein Bruder ist aus dir geworden“ weisen auf den Unterschied im grammatischen Geschlecht der beiden Wörter im Italienischen und im Deutschen hin. Im Ersteren ist der Tod mythologisch und religiös gesehen eine weibliche Figur, während er im Deutschen Maskulinum ist (vgl. Freund Hein, Schlafes Bruder und Gevatter Tod). Die Ästhetik und Erotik, die in den lateinischen Sprachen mit einem weiblichen Tod kulturspezifisch verknüpft sind, stehen im Gegensatz zu den Schreckensbildern von Sensenmann und Skelett. Dennoch stellt das lyrische Ich den männlichen Tod nicht als ängstigend dar, sondern porträtiert ihn als neutral. Er hat weder Farben noch Geruch. Somit können die Figuren im Einverständnis existieren und das Ich auf seinem letzten Weg begleiten. Das Gedicht übernimmt die Funktion eines Übergangs. Es ist nicht nur das einzige Gedicht des ersten Teiles, in dem die italienische Sprache des Dichters tatsächlich präsent ist – wenn auch nur mit einem Wort –, sondern es spricht von der Vereinigung der zwei Sprachen und der zwei kultureller Gedächtnisse.
Der zweite Teil des Bandes „VitaNova“ besteht aus 35 Gedichten von denen lediglich drei auf Italienisch verfasst sind. Dies ist ungewöhnlich, da Chiellinos Gedichtbände sonst auf drei Sprachen – Kalabresisch, Italienisch und Deutsch – aufgebaut sind. Die drei italienischsprachigen Gedichte tragen die Titel „Bisogna arrivarci di notte“ (S. 46), „Dopo una vita da vipera“ (S. 52) und „Al riparo dal futuro“ (S. 57). Der zweite Abschnitt beinhaltet im Allgemeinen Gedichte, die zwischen 2005 und 2009 entstanden sind.
Auch in diesem Teil des Gedichtbandes finden sich weitere Beispiele für die Wiederaufnahme von Gedichten, die bereits früher erschienen sind. U. a. sind es die Gedichte „Vermächtnis“ (S. 42) und „Als Bewohner fremder Zimmer“ (S. 49), die beide bereits in der Zeitschrift Viele Kulturen – eine Sprache der Robert-Bosch-Stiftung abgedruckt waren (Stuttgart 2002). Hier wurden sie als „Den weißen Hunden“ und „Zimmer“ betitelt und der Neudruck zeigt auch in diesem Fall geringfügige orthografische Änderungen der Texte.
Das Gedicht „Das Gastgeschenk“ (S. 35) offenbart ein autobiographisches Element, das Chiellino das erste Mal in Ich in Dresden. Eine Poetikdozentur erwähnt hat (Dresden: Thelem Verlag, 2003). Da der Dichter sich in Deutschland aufhielt und sich dem Militärdienst in Italien verweigerte, galt er für zehn Jahre als fahnenflüchtig (vgl. S. 22f).
„Stillstand“ (S. 36) verdeutlicht, dass es so etwas wie einen Stillstand für einen Dichter nicht gibt: Denn auch in einer kreativen Pause kann ein Gedicht entstehen. Das lyrische Ich sucht seine Umgebung nach Zeichen der Erinnerung ab und den Entstehungsort dieser Erinnerungen bzw. des Gedichtes zeigt der Hinweis auf den Strand an.
„Gespräche“ (S. 37) bestätigt die Annahme, dass Pflanzen in den Werken von Chiellino hohe Symbolkraft haben. Hier führen „der Birnbaum aus Friedberg“ und der „Weinstock aus dem Silagebirge“ das Gespräch weiter, das andere Pflanzen und Tiere im ersten Teil des Gedichtbandes begonnen haben. Das sich das immerwährende Gespräch um das lyrische Ich dreht, sein Leben und seine Erfahrungen analysiert bzw. symbolisch darstellt, wird an der Zeile „Gespräche über einen Bauernsohn aus Calabria“ sichtbar.
Das Gedicht „Gelb wie Telefonzellen, Briefkasten und Raps“ (S. 38) ist ein Versuch die gelbe Farbe anders zu belegen bzw. zu deuten, als es in der deutschen Lyriktradition üblich ist. Während Chiellino im Gedicht „Disponieren“ (in: Gino Chiellino: Mein fremder Alltag. Kiel: Neuer Malik Verlag, S. 17) mit einem gewagten Metapher ein Versuch unternimmt, das Leben der Gastarbeiter der 1960er und 1970er Jahre in der BRD mit dem Schicksal der deutschen Juden im Zweiten Weltkrieg zu vergleichen, erhält die Farbe Gelb hier einen positiven Anklang. Obwohl sie am Anfang des Gedichtes für die „Trennung“ steht und in der zweiten Strophe „Risse“ bekommt, bringt sie „Gesichter, Lächeln und Wörter“ hervor. Aus anonymen Hinweisschildern, die in Deutschland ebenfalls gelb sind, aus Telefonzellen und Briefkasten, die sich als Symbole für Sehnsucht in der Literatur von Einwanderern etabliert haben und aus dem ewig weiten Gelb der Rapsfelder, die in Süddeutschland die Landschaft prägen, werden positiv besetzte Wörter. Die dritte Strophe bezieht sich auf die Berliner Mauer und die Trennung Deutschlands, da sie einstürzende „Türme“ und die „Freiheit“ erwähnt. Die Versöhnung der beiden Hälften Deutschlands bringt auch ein versöhntes lyrisches Ich hervor. Die Farbe Gelb hat ihre Funktion als Trennungszeichen verloren.
Der Farbe Gelb steht oft die Farbe Blau – wie z. B. im Gedicht „Unser Leben“ – gegenüber.
Unser Leben

Mein Leben in Blau

zeigte sich zuversichtlich.

Zu meinem Leben in Blau

hättest Du keinen Zugang gefunden.

Unser Leben in Gelb ist warm

wie der Ginster im Schatten der Kiefer.
(Landschaft aus Menschen und Tagen, S. 60)
Die Gemeinsamkeit einer Partnerbeziehung wird in diesem Gedicht farblich symbolisiert. Blau verkörpert das Meer, da diese Farbe die Landschaft in Kalabrien dominiert. Das Gelb wiederum bezieht sich auf das o. g. Gedicht „Gelb wie Telefonzellen, Briefkasten und Raps“ (S. 38). Aufgrund der positiven Kodifizierung, die sich der Dichter in diesem Gedicht erarbeitet hat, kann das Gelbe der Ginster nun als „warm“ gekennzeichnet werden und verdeutlicht somit eine glückliche Lebensgemeinschaft.
Im Gedicht „Sprachwechsel“ (S. 40) taucht wieder einmal die Chiffre „Viper“ auf (vgl. „Flußlandschaft“, S. 14). Sie erscheint als das Symbol einer kulturellen Loyalität, die das lyrische Ich zu Opfergaben zwingt. Nachdem ihr Durst gestillt ist, kann eine rituelle Waschung erfolgen und das Ich wendet sich an ein „Du“, das die Zukunft repräsentiert. Aus dem „ich“ und dem „du“ wird ein Plural „wir“ und beide Persona machen sich an die Arbeit eine neue, gemeinsame Sprache zu „erfinden“.
Die Gedichte „Vermächtnis“ (S. 42), „Ein Fünfjähriger wartet auf den Sommer“ (S. 43), „Der Knoten“ (S. 44) und „Besuchertage“ (S. 45) erzählen von einer versehrten Kindheit und der unendlichen Einsamkeit eines Kindes. Im Ersteren vergleicht sich das lyrische Ich mit den „weißen Hunden“, d. h. mit den Straßenhunden, die einerseits „frei“ und andererseits „verlassen“ sind. Die Reaktion der Hunde auf diese zwiespältige Existenz und das wegrennen des Ichs wird ebenfalls parallel gestellt. Die Hunde „bellen“, was auch als verbaler Protest verstanden werden kann, während das Kind zwar ohne Worte ist, aber sein Leid entkommen kann – es rennt weg. Das zweite Gedicht strahlt Kälte aus. Nicht nur weil es von Eis im April berichtet, sondern auch weil zwischen der ersten und der zweiten Strophe, d. h. von der Geburt bis zum fünften Geburtstag keine Erinnerung zu existieren scheint. Die Kleidung des Kindes zeugt von Armut und Vernachlässigung. Es wartet nach wie vor auf den Sommer – auf etwas Wärme. Das dritte Gedicht erzählt vom Moment der Abfahrt und die Hauptrolle spielt nicht das abfahrende Kind, das alleine auf den Bus wartet, sondern der Knoten der Angst in seinem Magen. In seiner Einsamkeit personifiziert das Kind den Koffer, den Knoten und die Zahl 77 und identifiziert sie als seine „Begleiter“. Aber der Koffer ist verloren. Die Zahl hat sich mit geschichtlichen Ereignissen aufgeladen – u. a. symbolisiert das Jahr 1977 den Höhepunkt des Deutschen Herbstes – und so bleibt nur der Knoten im Magen bestehen, an dem sich das lyrische Ich an einsamen Tagen erinnert. Das vierte Gedicht beschreibt die absolute Einsamkeit eines Kindes, das im Internat alleine ist und an den Sonntagen, wenn alle anderen Kinder Besuch erhalten, alleine – mit nur ein paar Fliegen als Gesellschaft – in der Bibliothek sitzt. Das mittlere Teil des Gedichtes, in dem von einer gelassenen Stimmung im Speisesaal erzählt wird, verschärft sogar die Einsamkeit, da es sichtbar wird, dass das Kind die Speisen kennt, d. h. es nicht kulturell fremd ist, und dennoch ausgeschlossen wird.
Die Nachfolgenden Gedichte des zweiten Abschnitts stellen auch plastisch das „Weben“ dar, das der Dichter bereits in diversen früheren Publikationen als Symbol für sein Schaffen definiert hat (vgl. „Die Werkstatt eines Webers“ in: Chiellino: Ich in Dresden, S. 105–144 und den Gedichtband Weil Rosa die Weberin).
Die Gedichte „Nachruf“ (S. 47), „Der Turm im Traum“ (S. 48), „Als Bewohner fremde Zimmer“ (S. 49), „Einbürgerung“ (S. 51), „Für José, in memoriam“ (S. 53), „Ernüchterung“ (S. 56), „Alpha und Omega“ (S. 59) und „Von Messer, Brille, Schirm und Ring“ (S. 68) spielen im deutschsprachigen Raum und erzählen über ein Leben in der deutschen Sprache. Die Gegenstände bzw. Themen, die das lyrische Ich anspricht, binden es zu Freunden und rufen besondere Tage in seine Erinnerung. Diese Erinnerungen formen den Titel des Gedichtbandes, d. h. aus ihnen wird eine Landschaft, die als soziales Netz und als Körpergedächtnis des Ichs fungiert.
Die Gedichte „Ilias“ (S. 50), „Ernüchterung“ (S. 56), „Begegnung in der Fremde“ (S. 55), „Äpfel für den Meister“ (S. 62), „Ein Leintuch“ (S. 64) und „Die Schreinerwerkstatt“ (S. 67) stellen den anderen „Faden“ des gewebten Netzes dar, da sie das kulturelle Gedächtnis abrufen, das in der kalabresischen bzw. italienischen Sprache des Dichters gespeichert ist.
Das Gedicht „Als Bewohner fremder Zimmer“ (S. 49) erinnert an den Titel des Bandes, da hier eine Landschaft aus Zimmern aufgebaut wird. Die Erinnerung an insgesamt sieben verschiedenen Wohnstätten des lyrischen Ichs fungiert als ein alternativer Lebenslauf. In „Einbürgerung“ (S. 51) werden zwei Personen – ein „Er“ und ein „Ich“ – zu einem „Wir“ zusammengeführt, als der Pass unterschrieben wird. Diese besondere Art der „Ankunft“ – der Erhalt der Staatsbürgerschaft – verhindert aber nicht die schmerzhaften Erinnerungen an eine einsame Kindheit des Ichs, wie dies im Gedicht „Begegnung in der Fremde“ (S. 55) erneut angesprochen wird. Das Bild einer Mutter, die ihr Kind nicht annehmen kann, steht im drastischen Kontrast zum Madonnenbild der italienischen religiösen Tradition. Hierauf zieht das lyrische Ich im Gedicht „Ernüchterung“ (S. 56) eine Bilanz und behauptet: „Auf euch, / Ansprüche eines Bauernjungen, / lasse ich mich nicht mehr ein.“ Auch das Gedicht „Unser Leben“ (S. 60) kann als Loslösung von alten Loyalitäten und als das Aufbauen von neuen Zugehörigkeiten verstanden werden. Das Ich stellt zwar fest, dass ein Leben „in Blau“, d. h. in Kalabrien zwar „zuversichtlich“ gewesen wäre, aber sein Gesprächspartner, den er nur mit „Du“ bezeichnet, hierzu kein Zugang gefunden hätte. Ein voll erfülltes Leben ist deshalb nur in Gelb – in der Farbe, die Deutschland symbolisiert – möglich.
Die Erinnerungsbilder der Kindheit sind oft traurig und zeugen von Einsamkeit. Sie sprechen von einem Schmerz, der aber zu neuen Erkenntnissen führen kann.
Dennoch wird die Verbindung weder zu der italienischen noch der kalabresischen Sprache einfach aufgekündigt. In den Gedichten, die vom Körpergedächtnis des lyrischen Ichs erzählen, wird die nach wie vor starke Zugehörigkeit sichtbar. „Äpfel für den Meister“ (S. 62) ist z. B. eine Traumsequenz, in dem die „Gelbe Äpfel aus meiner Kindheit“ eine Reihe Erinnerungen hervorrufen. Die Gerüche einer Werkstatt transportieren das Ich im Gedicht „Die Schreinerwerkstatt“ (S. 67) in die Vergangenheit und rufen die Sehnsucht nach Wärme und Geborgenheit in ihm auf.
Durch unwillkürliche Erinnerungen und bewusste Analyse baut der Dichter im Gedichtband eine Landschaft auf, die nicht nur als soziales und emotionales Netz funktioniert, sondern deren Knotenpunkte auch zukünftige Projekte benennen und repräsentieren.